# 黃榦
黃榦（1152年—1221年），字直卿，號勉齋，福州閩縣浦下（今福建福州市倉山區）人，祖籍福州長樂縣青山，南宋理學家。

## 生平
黃榦生於紹興二十二年（1152年），父黃瑀官至知漳州。家貧如洗，少受業於朱熹，朱熹稱其“志堅思苦”，淳熙九年（1182年）以次女朱兌嫁黃榦。紹熙五年（1194年）黃榦獲授迪功郎，慶元二年（1196年）慶元黨禁，朱熹被罷祠落職，黃榦於建陽縣潭溪建潭溪精舍，講道著書，三年（1197年）丁母憂，歸里。六年（1200年）三月朱熹病重，將所著《禮書》底本託付黃榦，囑補輯成書，三月初九日朱熹去世，黃榦持心喪三年。
朱熹去世後，黃榦編有《朱子行狀》，曰：“由孟子而後，周（周敦頤）、程（程顥、程頤）、張（張載）子繼其絕，至先生（朱熹）而始著。”
嘉定元年（1208年）黃榦任臨川縣令，五年（1212年）調新淦縣令，六年（1213年）任安豐軍通判，八年（1215年）知漢陽軍，十年（1217年）知安慶府兼制置司參議官，十一年（1218年）去職，講學於白鹿洞書院。與莆田學者陳宓、黃士毅、鄭可學、方士繇、林公遇、林成季（林光朝子）等有往來。同年十二月提舉亳州明道宮。
嘉定十二年（1219年）四月回建陽縣，十月歸里，潛心閩學研究，十四年（1221年）三月卒。
黃榦死后葬于今福州市晋安区寿山乡江南竹村，黃榦墓为福建省级文物保护单位。
黃榦和福安的黃幹均是理學家朱熹的學生。黃榦是福州府唯一一个进孔庙的先儒。